# Ахтанизовское сельское поселение
Ахтанизовское сельское поселение — муниципальное образование в Темрюкском районе Краснодарского края России.
В рамках административно-территориального устройства Краснодарского края ему соответствует Ахтанизовский сельский округ.
Административный центр — станица Ахтанизовская.

## Население
| 2010  | 2012  | 2013  | 2014  | 2015  | 2016  | 2017  |
| ----- | ----- | ----- | ----- | ----- | ----- | ----- |
| 4690  | ↗4763 | ↗4825 | ↗4878 | ↗4923 | ↗4998 | ↘4997 |
| 2018  | 2019  | 2020  | 2021  | 2023  |       |       |
| ↗5050 | ↗5074 | ↗5091 | ↘4995 | ↗5043 |       |       |

## Населённые пункты
В состав сельского поселения (сельского округа) входят 3 населённых пункта:
| № | Населённый пункт | Тип населённого пункта | Население (чел.) |
| - | ---------------- | ---------------------- | ---------------- |
| 1 | Ахтанизовская    | станица                | ↗3507            |
| 2 | Пересыпь         | посёлок                | ↗776             |
| 3 | За Родину        | посёлок                | ↘660             |

## Археология
На севере Таманского полуострова на берегу Азовского моря, у посёлка За Родину и в 1 километре к западу от посёлка Пересыпь, находится местонахождение «Синяя Балка», где были обнаружены каменные изделия раннего палеолита (эоплейстоцен) вместе с остатками таманской фауны. Археологический памятник получил название стоянка «Богатыри/Синяя Балка». Стоянка находится на оползневом участке южного берега Азовского моря на высоте 28 метров над уровнем моря. Время существования стоянки — от 1 до 1,2 миллионов лет назад. Раннепалеолитическое местонахождение «Родники» находится в 100 м к западу от стоянки «Богатыри». Выделяют два участка местонахождения: восточный — «Родники-1» (1,6—1,2 млн лет назад), «Родники-3», «Родники-4» и западный — «Родники-2». В 500 метрах к северу от посёлка За Родину и в 250 метрах от устья Синей балки (западнее стоянок Родники и Богатыри) находится самая древняя стоянка «Кермек» (2,1—1,8 млн лет назад).